# 羽田航空宇宙科学館
羽田航空宇宙科学館（はねだこうくうちゅうかがくかん）は、NPO法人羽田航空宇宙科学館推進会議が東京国際空港（東京都大田区羽田空港）に開館を目指している航空博物館。

## 目的
一般市民・青少年・児童に対し、大空の開拓に携わった先人達の数々の偉業、航空機及び宇宙機器の開発・発達の歴史、技術・文化・産業遺産を保存・展示することを通じ、次世代の教育、科学技術・産業の更なる振興を図るため、日本の民間航空発展の地である大田区に航空宇宙科学館の設立を推進、実現することによって、広く公益に寄与すること。

## 沿革（NPO法人羽田航空宇宙科学館推進会議）
- 1987年
  - 7月 - ジェット旅客機（JA8001富士号）保存世話人会発足。同年10月陳情書、名を橋本龍太郎運輸大臣宛に提出

- 1988年
  - 7月 - JA8001富士号保存運動の有志、航空関係者、ジャーナリストらにより「羽田航空宇宙科学館設立準備会」（会長　斎藤茂太）を結成し、博物館の設立へ向けて、著名陳情・講演会・構想の検討などの活動を展開

- 1989年
  - 3月 - 機関誌「羽田の青い空」発行

- 1994年
  - 4月 - 「羽田航空宇宙科学館推進会議」（会長　斎藤茂太）と名称を変更「科学館計画」を発表

- 1996年
  - 4月 - 「羽田航空宇宙科学館展示基本構想」を発表。産業技術資料館の設立を検討中の日本航空宇宙工業会と協議し活動
  - 6月 - 内閣総理大臣・東京都知事などに陳情。日本航空宇宙工業会と共に46万名の著名を添え、「羽田航空宇宙科学館（仮称）設立に関わる陳情書」を提出

- 1998年 - 全国各地に支部を設立。YS-11量産1号機（JA8610）の保存運動を展開、ホームページの開設、ヴァーチャル・ミュージアム設立開始

- 2000年 - 国際航空宇宙展に初参加

- 2001年 - 経済情勢並びに社会情勢の変化により、活動が長期的なものになるのを受け、活動方法の変更を採択。新体制による活動方針を採択し運動を再開

- 2002年
  - 9月 - 「航空再開50周年」記念行事に参加、羽田空港で第一回「ミニ羽田航空宇宙科学館」（テーマ：“羽田の空を翔けた名機たち”）を開催、同時に地元大田区の子供達を対象にヘリコプターによる「大空の散歩」を実施

- 2003年
  - 9月 - 第二回「ミニ羽田航空宇宙科学館」（テーマ：“国産旅客機YS-11“）を開催、大田区の諸団体との交流を開始

- 2004年
  - 9月 - 第三回「ミニ羽田航空宇宙科学館」（テーマ“神風号とその時代）を開催
  - 10月 - 国際航空宇宙展にベル47型ヘリコプターを展示
- 2005年
  - 9月 - 第四回「ミニ羽田航空宇宙科学館」（テーマ：“飛行艇の活躍再びその歴史と技術”）を開催

- 2006年
  - 7月 - 羽田跡地利用推進会議と共に市民シンポジウム「羽田から新しい街づくりを考える」を開催
  - 9月 - 第五回「ミニ羽田航空宇宙科学館」（テーマ：“短距離離着陸実験機「飛鳥」とその技術”）を開催
  - 10月 - 「YS-11路線引退記念シンポジウム」（国立科学博物館主催）に参加
  - 11月 - 初代会長、後の名誉会長であった斎藤茂太氏の逝去
  - 12月 - YS-11(JA 8709 航空局飛行検査機、元ブラジルの民間航空で活躍)の退役に伴う、ブラジルへの返還プロジェクトを諸般の事情で断念

- 2007年
  - 3月 - 「羽田の青い空」故斎藤茂太名誉会長　追悼臨時増刊号発行
  - 9月 - 第六回「ミニ羽田航空宇宙科学館」（テーマ：“「ニッポン」号とその時代”）を開催
  - 10月 - 「羽田航空宇宙科学館　基本展示構想」を見直し、改訂版を作成
  - 11月 - 「羽田空港移転問題協議会」（国・都・大田・品川区）、略称「三者協」の「羽田空港跡地利用基本計画」（素案）に対するパブリック・コメントを提出
  - 12月 - 大田区長並びに副区長と面談、要望書を提出、大田区議会に対し「羽田航空宇宙科学館（仮称）の設立に関する陳情書」を提出、受理（羽田空港対策特別委員会で継続審議）

- 2008年
  - 1月 - 東京都議会に対し「羽田航空宇宙科学館（仮称）の設立に関する陳情書」を提出、受理（都市整備委員会にて継続審議）
  - 9月 - 第七回「ミニ羽田航空宇宙科学館」（テーマ：“日本のヘリコプター時代をつくりあげた名機、ベル４７”）を開催。大田区が「羽田空港跡地利用OTA基本プラン」（素案）を発表、「航空産業博物館」を施設例として採用。当素案に対するパブリック・コメントを提出
  - 10月 - 「2008年　国際航空宇宙展」（パシフィコ横浜）に河口湖自動車博物館・飛行館の協力により、中島「栄」12型エンジン（零戦搭載）を展示
- 2009年
  - 1月 - 大田区の「羽田空港跡地利用OTA基本プラン」に関し、関係企業・団体など46社に協力依頼書を発送
  - 2月 - 大田文化の森運営議会主催の「2009　文化の森フェスタ」に参加・展示
  - 6月 - 横浜市磯子区「杉田劇場」で開催された「飛行艇シンポジウム」に協力・参加
  - 9月 - 東京都議会において継続審議中の陳情は議員任期満了に伴い廃案となった為、再陳情を実施、東京都知事に対しても陳情書を提出・受理。第八回「ミニ羽田航空宇宙科館」（テーマ：“ジェットエンジンの譜系初代から現代へ“）を開催。「羽田の青い空」創刊20周年記念特別号を発行。法人化への検討を開始

- 2010年
  - 4月 - 第22回総会において「特定非営利活動法人」への組織替えを決定、設立総会を開催、直ちに東京都へ設立認証申請書を提出
  - 8月 - 国立科学博物館所蔵のYS-11(JA8610)初の一般公開が羽田空港内で行なわれ、説明員・誘導係りとして2日間にわたりボランテイア参加。東京都より「特定非営利活動法人　認証決定通知」を受領、直ちに法人設立登記を行い、「特定非営利活動法人　羽田航空宇宙科学館推進会議」と組織変更。羽田空港移転問題協議会（三者協）は「羽田空港跡地まちづくり推進計画」（素案）を発表、そのパブリック・コメントを提出
  - 10月 - 日本の航空100年にちなみ、国立科学博物館が特別展「空と宇宙　飛べ！100年の夢」 を開催、「羽田空港80年の歴史―羽田空港に航空宇宙科学館設立を願ってー」をテーマに展示・参加（会期2010.10．26～2011．2．6）
  - 11月 - 国立科学博物館のYS-11(JA 8610)の3回目の一般公開に際し、2日間にわたり説明員、誘導係りとしてボランテイア参加
  - 12月 - 代々木公園「日本航空発始之地」にて開催された「航空100年記念式典」に参加。国立科学博物館が主催する「航空100周年記念シンポジウム」にパネラーとして参加

- 2011年
  - 4月 - 「東日本大震災」被災者へ義援金　約35万円（会員有志43名による）を日本赤十字社を介し寄附
  - 10月 - 羽田空港「空の日　フェステイバル　2011」に国立科学博物館、航空諸団体と共に、初公開された旧整備場地区内のT-101格納庫にて展示・参加
- 2012年
  - 9月 - 羽田空港「空の日　フェステイバル　2012」に国立科学博物館、航空諸団体と共に、昨年と同様に旧整備場地区内のT-101格納庫にて展示・参加
  - 10月 - 愛知県で開催された、日本航空宇宙工業会が主催する国際航空宇宙展に、ヘリコプター歴史保存協会と共同で、ヘリコプター（川崎ヒューズ500）をセントレアの会場に出展・参加
- 2013年
  - 9月 - 羽田空港「空の日　フェスティバル　2013」で、旧整備地区のT-101格納庫で公開された国立科学博物館所有のYS-11（JA8610量産初号機）の公開に説明員としてボランティア参加するとともに、ヘリコプター歴史保存協会と共同でヘリコプター（川崎ヒューズ500）を展示・参加

- 2014年
  - 9月 - 毎年恒例の羽田空港「空の日　フェスティバル　2014」に、パネル展示、ヘリコプター操縦席への搭乗、電動Uコンを展示・参加

- 2015年
  - 5月 - 第5回　NPO法人羽田航空宇宙科学館推進会議総会を開催。総会に引き続き、「東京おもちゃ美術館」による講演会『NPOによるミュージアム実現への道』を一般に公開して開催
  - 9月 - 羽田空港空の日フェスティバル2015に参加し、空港第一ターミナルビル２階フェスティバルコートで「電動ヒコーキ・フライト体験会」を開催。しながわ中央公園内グラウンドで開催された「ホッケーフェスタ」で、羽田空港広報連絡会および国土交通省東京航空局東京空港事務所と協力して、「電動ヒコーキ・フライト体験会」を開催。
  - 10月 - 天空橋駅隣接エリア・旧整備場地区会場で開催された、国際都市おおたフェスティバルin「空の日」羽田で、国立科学博物館の支援によりHASMバーチャル・ミュージアム企画『私の羽田アルバム』を展示。さいたまSSF（スカイスポーツフェスタ）2015に参加。当初はテントを1張借り、「羽田アルバム」を展示を予定したが、強風のためパネル展示は断念し、HASMのビラを配布。

- 2016年
  - 5月 - 大田区の平和島公園で開催された「大田区子どもガーデンパーティー」に、大田区青少年対策地区委員会平和島会場実行委員会と協力して参加し、電動Uコン機による「電動ヒコーキフライト体験」を実施。第6回NPO法人羽田航空宇宙科学館推進会議総会を開催。総会に引き続き、映画『永遠の〇（ゼロ）』でもロケ地となった「筑波海軍航空隊記念館」（茨城県笠間市）を設立、運営している筑波海軍航空隊プロジェクト実行委員会の金澤大介事務局長による講演会を一般に公開して開催。
  - 7月 - 大田区立大森第４小学校で「子ども紙ヒコーキ教室」を実施
  - 8月 - 東京国際空港開港85周年記念『私の羽田アルバム展』を、東京交通会館地下・シルバーサロンＢ（有楽町駅前）で開催
  - 9月 - 羽田空港で行われた「空の日フェスティバル2016」に参加し、第1ターミナルビル2階フェスティバルコートで「電動飛行機フライト体験」を開催
  - 10月 - 天空橋駅隣接エリアで開催された『国際都市おおたフェスティバル in 「空の日」羽田』に参加し、「ヘリコプター展示」、「電動飛行機フライト体験」、「紙飛行機教室」、「私の羽田アルバム展」、「HASMカフェ」を実施。2016年国際航空宇宙展に参加し、ヘリコプター（ベル47G-2、実機）、齋藤コレクション（エアラインバッグ）、私の羽田のアルバムを出展。

- 2017年
  - 2月 - 大田区制70周年記念事業『6日間だけの羽田航空博物館』展を大田区立羽田図書館で開催
  - 4月 - 大田区の平和島公園で開催された「第66回大田区子どもガーデンパーティー」に参加し、電動Uコン機による「電動ヒコーキフライト体験」を実施
  - 5月 - 第7回羽田航空宇宙科学館推進会議総会を開催。総会に引き続き、国立科学博物館における産業遺産の研究・保存・活用に関し講演会を開催
  - 7月 - 第2回『私の羽田アルバム展』 “航空再開からジェット時代到来” （1951年～1969年）を東京交通会館で開催。大田区立大森第四小学校で「子ども紙ヒコーキ教室」を実施
  - 9月 - 第41回目黒区民まつり（さんま祭り）に参加し「子ども紙ヒコーキ教室」を実施。羽田空港で行われた「空の日フェスティバル2017」に参加し、第1ターミナルビル2階フェスティバルコートで「電動ヒコーキ操縦体験会」を開催。天空橋駅隣接エリアで開催された『国際都市おおたフェスティバル in 「空の日」羽田』に参加し、「ヘリコプター展示」、「電動飛行機フライト体験」、「紙飛行機教室」、「私の羽田アルバム展」、「HASMカフェ」を実施
  - 10月 - HASMの新事業として『羽田空港・歴史さんぽ」を開催
  - 11月 - 大森ふるさとの浜辺公園で開催された「OTAふれあいフェスタ」に参加し、「ヘリコプター展示」、「私の羽田アルバム展」を実施。稲城市立iプラザ図書館で『ペーパーグライダーを作ろう！「子ども紙飛行機教室」』を開催
- 2018年
  - 2月 - 第2回『羽田航空博物館』展を大田区立羽田図書館で開催
  - 4月 - 「まいまい京都」と協力して第２回『羽田空港・歴史さんぽ』を実施
  - 5月 - 第8回羽田航空宇宙科学館推進会議総会を開催。総会に引き続き、成田の航空科学博物館の活動など現状について、公益財団法人航空科学博物館による講演会を開催
  - 7月 - 第3回『私の羽田アルバム展』“ワイドボディジェットの時代到来” （1970年代から80年代の羽田空港）を、東京交通会館で開催
  - 8月 - 貸借対照表の公告に係わる規定（法第28条の２）の改訂に伴うHASM定款の変更を審議するための 第9回　NPO法人羽田航空宇宙科学館推進会議臨時総会を開催
  - 9月 - 羽田空港で行われた「空の日フェスティバル2018」に参加し、第1ターミナルビル2階フェスティバルコートで「電動ヒコーキ操縦体験会」を開催。天空橋駅隣接エリアで開催された『国際都市おおたフェスティバル in 「空の日」羽田』に参加し、「ヘリコプター展示」、「私の羽田アルバム展」、「HASMカフェ」を実施。初の試みとしてクラウドファンディングでヘリ輸送費を募集。

- 2019年
  - 2月 - 第3回『羽田航空博物館』展を大田区立羽田図書館で開催。大田区観光協会と協力し「大田区さんぽ」特別企画『航空ウオッチャーと巡る　激動の航空史』と題した「羽田歴史さんぽ」を実施
  - 5月 - 第10回　NPO法人羽田航空宇宙科学館推進会議総会を開催。総会に引き続き、「「羽田空港」至近の地から、新しいまちづくりが始まる　－羽田空港跡地第1ゾーン整備事業（第一期事業）について－」と題して、羽田空港跡地利用計画について、大田区空港まちづくり本部および羽田みらい開発による講演を開催
  - 7月 - 第4回『私の羽田アルバム展』“スペシャル塗装機大集合　～マリンジャンボからミッキーマウスまで～”を、東京交通会館で開催
  - 8月 - 羽田空港の格納庫に保管されているYS-11量産1号機の最後のモータリング整備が行われ、国立科学博物館のご協力により、HASMが映像記録を行った。このYS-11は、羽田空港の保管場所から、来年3月頃、筑西市のザ・ヒロサワ・シティで展示される予定で、今後の分解、輸送についてもHASMが映像記録を行う予定
  - 9月 - 羽田空港で行われた「空の日フェスティバル2019」に参加し、第1ターミナルビル2階フェスティバルコートで「電動ヒコーキ操縦体験会」を開催。天空橋駅隣接エリアで開催された『国際都市おおたフェスティバル in 「空の日」羽田』に参加し、「ヘリコプター展示」、「私の羽田アルバム展」、「HASMカフェ」を実施。今年もクラウドファンディングでヘリ輸送費を募集
  - 10月 - 大田区立消費者センターで行われた大田区「生活展」で、「私の羽田アルバム」を展示
  - 11月 - 『大田区異業種交流会「Joint-92」』の皆さまと「羽田空港歴史さんぽ」を実施
- 2020年
  - 2月 - 第4回『羽田航空博物館』展を大田区立羽田図書館で開催
  - 5月 - 第11回　NPO法人羽田航空宇宙科学館推進会議総会を実施。COVID拡大状況を考慮して、今年度は議案書の送付と書面による議決権行使を以って総会とした
  - 7月 - 第5回『私の羽田アルバム展』“ようこそ羽田へ　～世界の翼がやって来る～”　を東京交通会館で開催
  - 11月 - 「まいまい東京」と協力して『羽田空港・歴史さんぽ』を実施
  - 12月 - 大田区立出雲小学校『総合的な学習「思いをのせろ！飛べ！わたしたちの手作り飛行物』のお手伝い

- 2021年
  - 4月 - 「まいまい東京」と協力して『羽田空港・歴史さんぽ』を実施
  - 3月 - 大田区「羽田空港跡地に整備する都市計画公園に関するアイデア募集」への応募
  - 5月 - 第12回　NPO法人羽田航空宇宙科学館推進会議総会を実施。今年もCOVID拡大状況を考慮して、議案書の送付と書面による議決権行使を以って総会とした
  - 7月 - 第6回『私の羽田アルバム展』“羽田空港開港90年”　を東京交通会館で開催
  - 10月 - 『羽田航空博物館展 in HICity』を、羽田みらい開発株式会社様のご協力を頂き、羽田イノベーションシティ（HICity）で開催